# 75
75 (LXXV) var ett normalår som började en söndag i den julianska kalendern.

## Händelser

### Okänt datum
- Kejsar Vespasianus inviger Forum pacis i Rom.
- Staden Caerwent i nuvarande Wales grundas av romarna.
- Han Zhangdi blir ny kinesisk kejsare.
- Ett uppror mot kineserna utbryter i Tarimsänkan, varvid Cachera och Turfan belägras. Luoyang beordrar att man ska evakuera Tarimsänkan och Ban Chao får rebellerna att retirera mot Khotan. Vid samma tid återerövrar den kinesiska armén från Ganzhou Turfan i norra Xiongnu. Ban Chao övertygar kejsaren om behovet att kontrollera Centralasien i striden mot Xiongnu.

## Födda
- Suetonius, romersk historiker

## Avlidna
- Han Mingdi, kinesisk kejsare av Handynastin